# Рюэль-сюр-Тувр
Рюэ́ль-сюр-Тувр (фр. Ruelle-sur-Touvre) — коммуна во Франции, находится в регионе Пуату — Шаранта. Департамент — Шаранта. Главный город кантона Рюэль-сюр-Тувр. Округ коммуны — Ангулем.
Код INSEE коммуны — 16291.
Коммуна расположена приблизительно в 390 км к юго-западу от Парижа, в 105 км южнее Пуатье, в 6 км к северо-востоку от Ангулема.

## Население
Население коммуны на 2008 год составляло 7436 человек.
| 1962 | 1968 | 1975 | 1982 | 1990 | 1999 | 2008 |
| ---- | ---- | ---- | ---- | ---- | ---- | ---- |
| 5855 | 6507 | 8152 | 7769 | 7203 | 7230 | 7436 |

## Климат
Климат океанический. Ближайшая метеостанция находится в городе Коньяк.
| Показатель                        | Янв. | Фев. | Март | Апр. | Май  | Июнь | Июль | Авг. | Сен. | Окт. | Нояб. | Дек. | Год   |
| --------------------------------- | ---- | ---- | ---- | ---- | ---- | ---- | ---- | ---- | ---- | ---- | ----- | ---- | ----- |
| Средний суточный максимум, °C     | 8,7  | 10,5 | 13,1 | 15,9 | 19,5 | 23,1 | 26,1 | 25,4 | 23,1 | 18,5 | 12,4  | 9,2  | 17,7  |
| Средняя температура, °C           | 5,4  | 6,7  | 8,5  | 11,1 | 14,4 | 17,8 | 20,2 | 19,7 | 17,6 | 13,7 | 8,6   | 5,9  | 12,5  |
| Средний суточный минимум, °C      | 2,0  | 2,8  | 3,8  | 6,2  | 9,4  | 12,4 | 14,4 | 14,0 | 12,1 | 8,9  | 4,7   | 2,6  | 7,8   |
| Норма осадков, мм                 | 80,4 | 67,3 | 65,9 | 68,3 | 71,6 | 46,6 | 45,1 | 50,2 | 59,2 | 68,6 | 79,8  | 80,0 | 783,6 |
| Источник: Relevé météo des Cognac |      |      |      |      |      |      |      |      |      |      |       |      |       |

## Администрация
| Период | Период | Фамилия           | Партия                                                             | Примечания                                           |
| ------ | ------ | ----------------- | ------------------------------------------------------------------ | ---------------------------------------------------- |
| 1947   | 1989   | Жан-Морис Пуатвен | Французская секция Рабочего интернационала Социалистическая партия | член генерального совета (1951—1988)                 |
| 1989   | 1995   | Робер Гране       | Социалистическая партия Разные левые                               | член генерального совета (1988—2001)                 |
| 1995   | 2003   | Жан-Пьер Шаньо    | Разные левые                                                       |                                                      |
| 2003   | 2014   | Мишель Бронси     | Социалистическая партия                                            | профессор математики, региональный советник (с 2010) |

## Экономика
В 2007 году среди 4649 человек в трудоспособном возрасте (15—64 лет) 3365 были экономически активными, 1284 — неактивными (показатель активности — 72,4 %, в 1999 году было 70,4 %). Из 3365 активных работали 2966 человек (1545 мужчин и 1421 женщина), безработных было 399 (169 мужчин и 230 женщин). Среди 1284 неактивных 378 человек были учениками или студентами, 504 — пенсионерами, 402 были неактивными по другим причинам.

## Достопримечательности
- Поместье Фиссак (XVII век). Исторический памятник с 1969 года[3]
- Фонтан Франциска I (XVI век). Исторический памятник с 1925 года[4]
- Приходская церковь Сен-Медар, бывший монастырь ордена Клюни
  - Бронзовый колокол (1655 год). Исторический памятник с 1944 года[5]
  - Запрестольный образ (ретабло; XVII век). Размеры — 400×600 см. Исторический памятник с 1933 года[6]
  - Кафедра (XVII век). Исторический памятник с 1941 года[7]

## Города-побратимы
- Амштеттен (Австрия, с 1992)
- Альбайда (Испания)
- Банбридж (Северная Ирландия)
- Роуднице-над-Лабем (Чехия)

## Фотогалерея

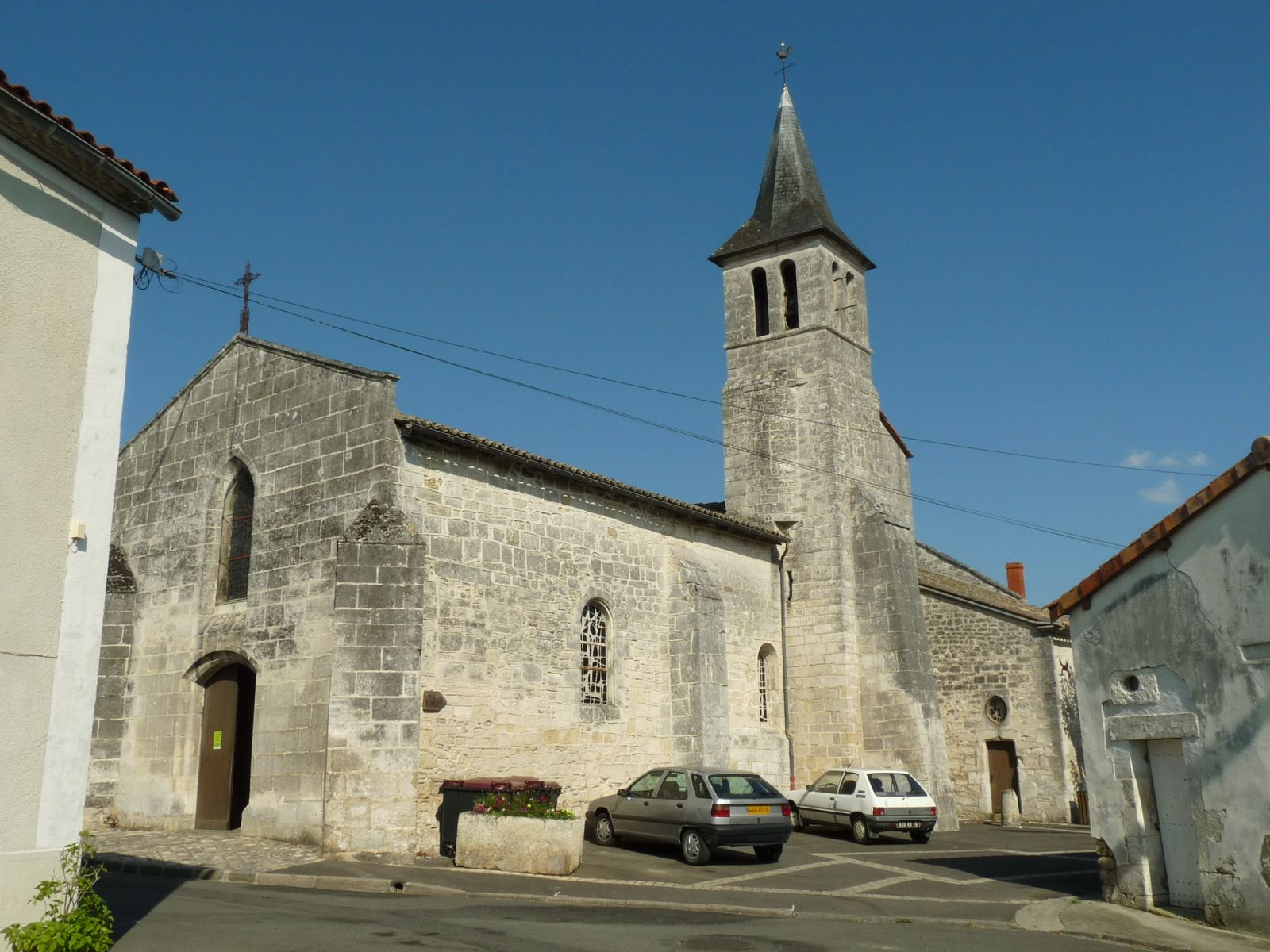
Церковь Сен-Медар
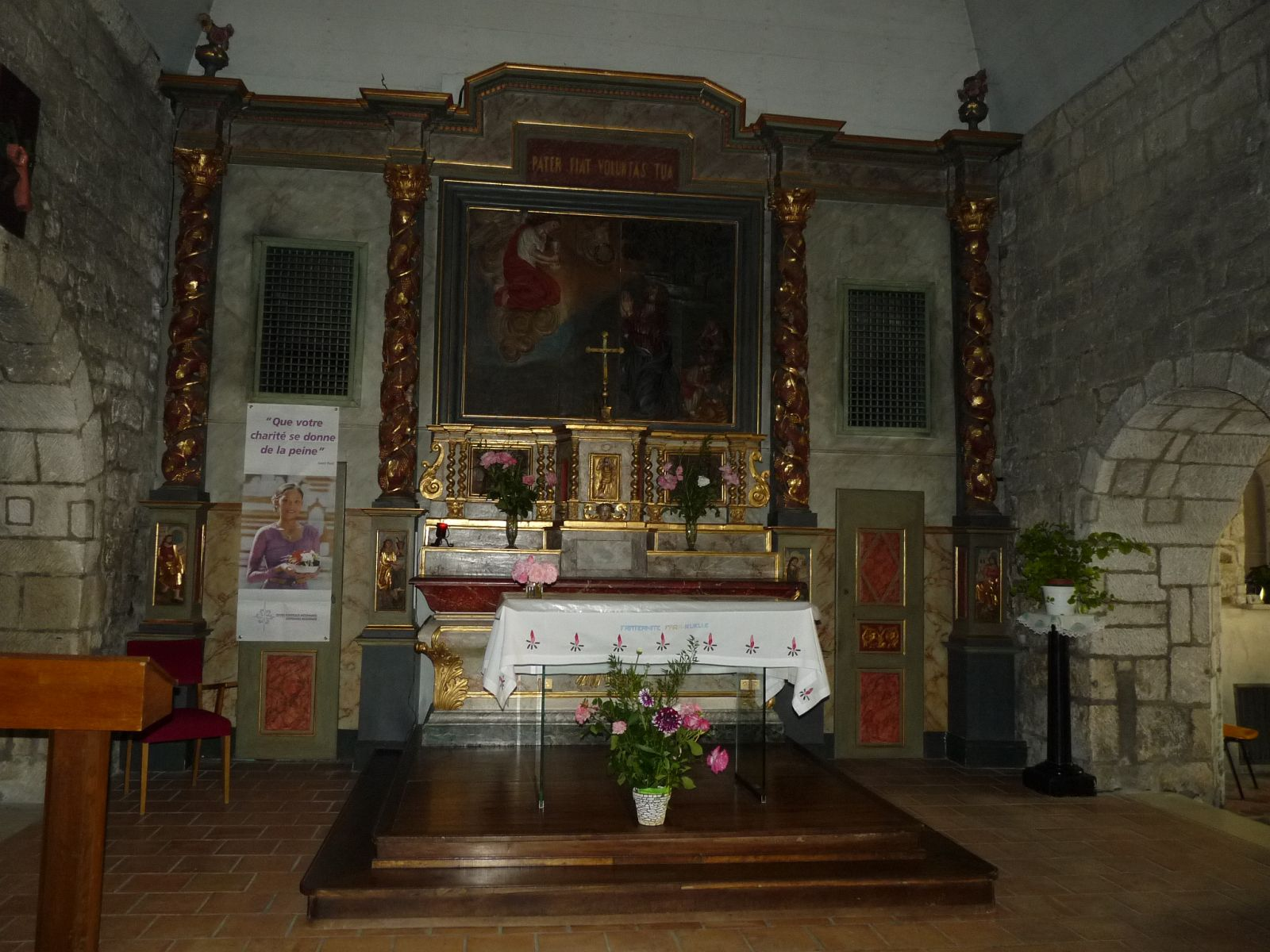
Интерьер церкви Сен-Медар
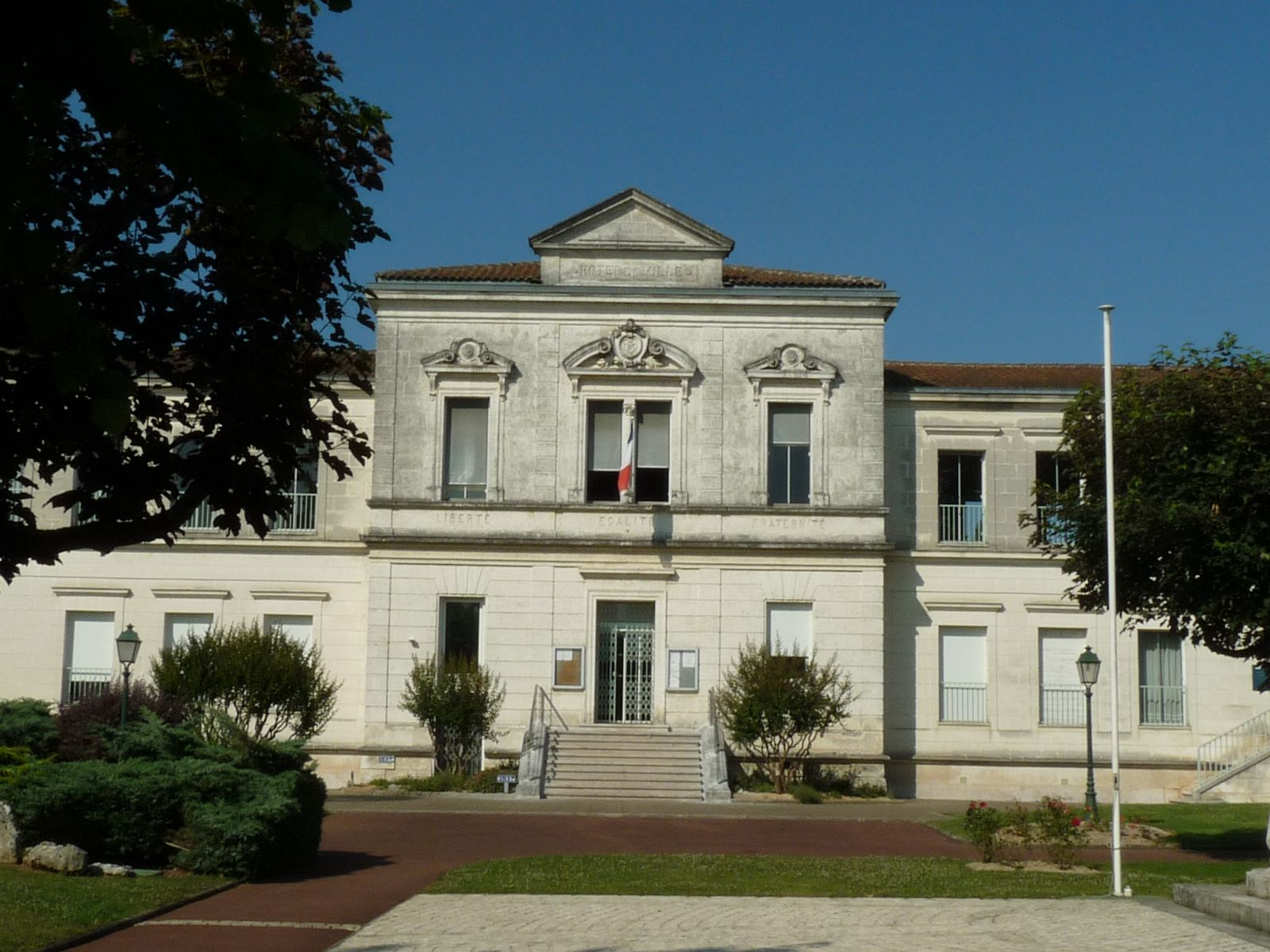
Мэрия
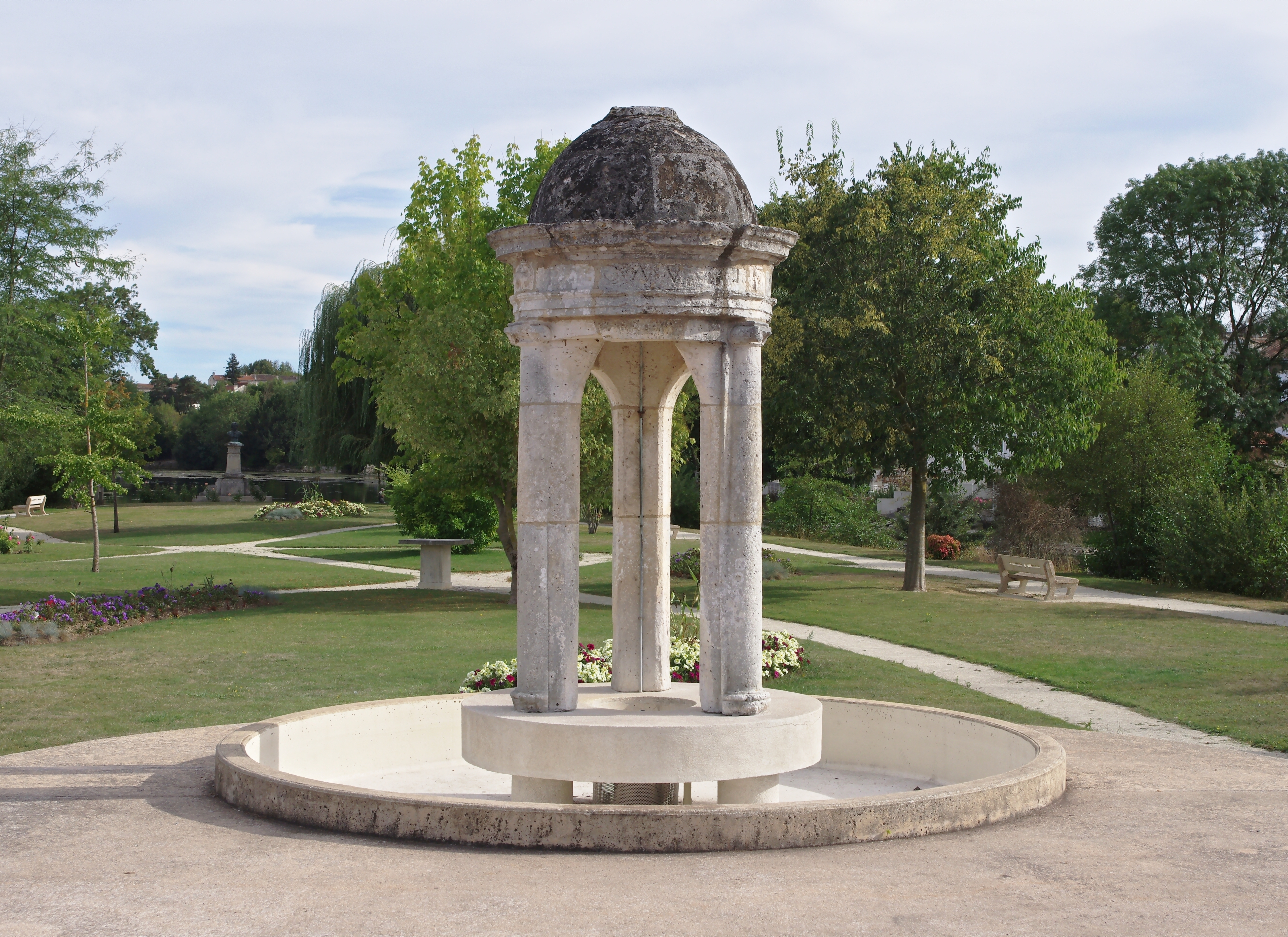
Фонтан Франциска I
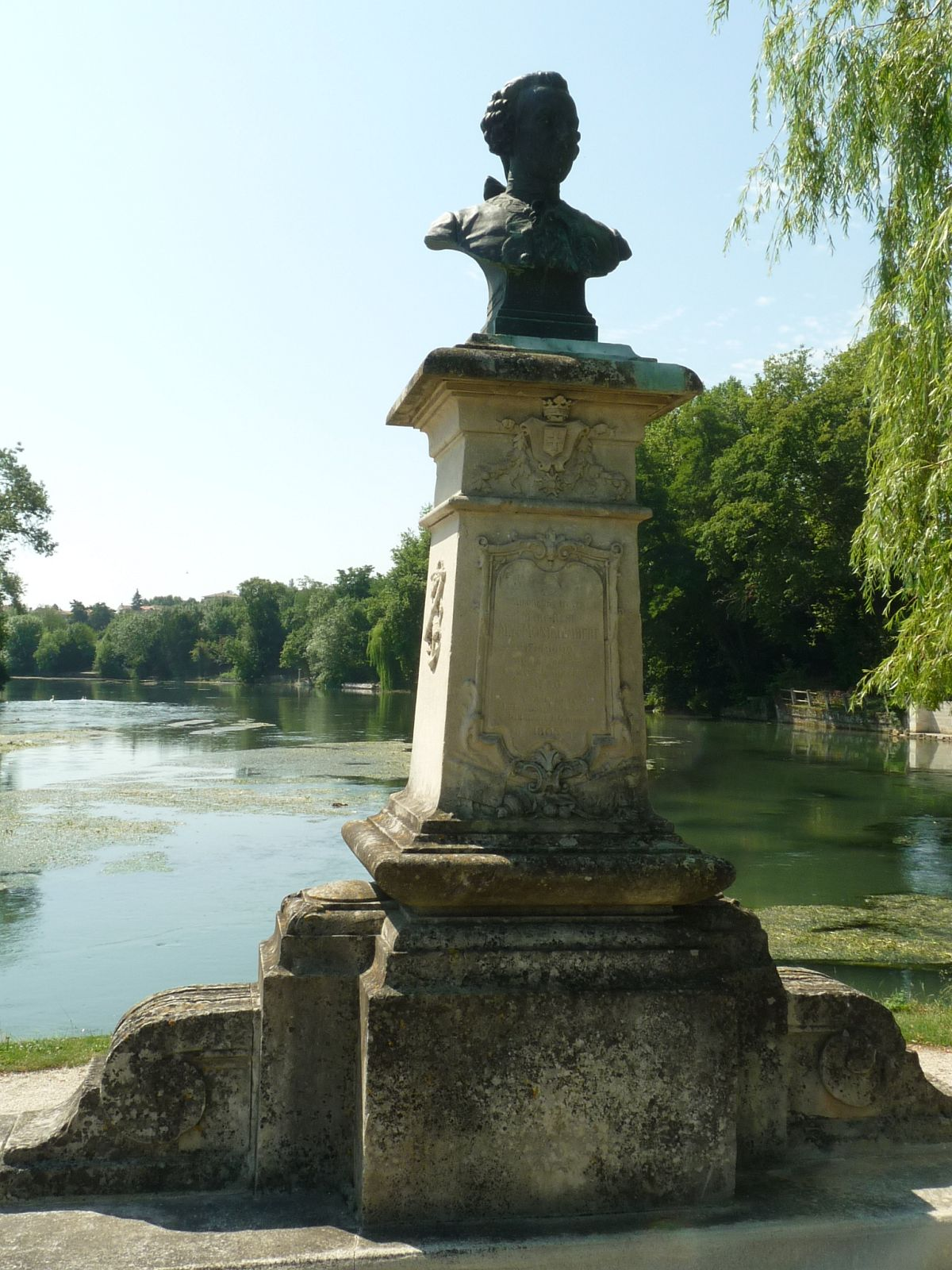
Памятник Марку-Рене Монталемберу
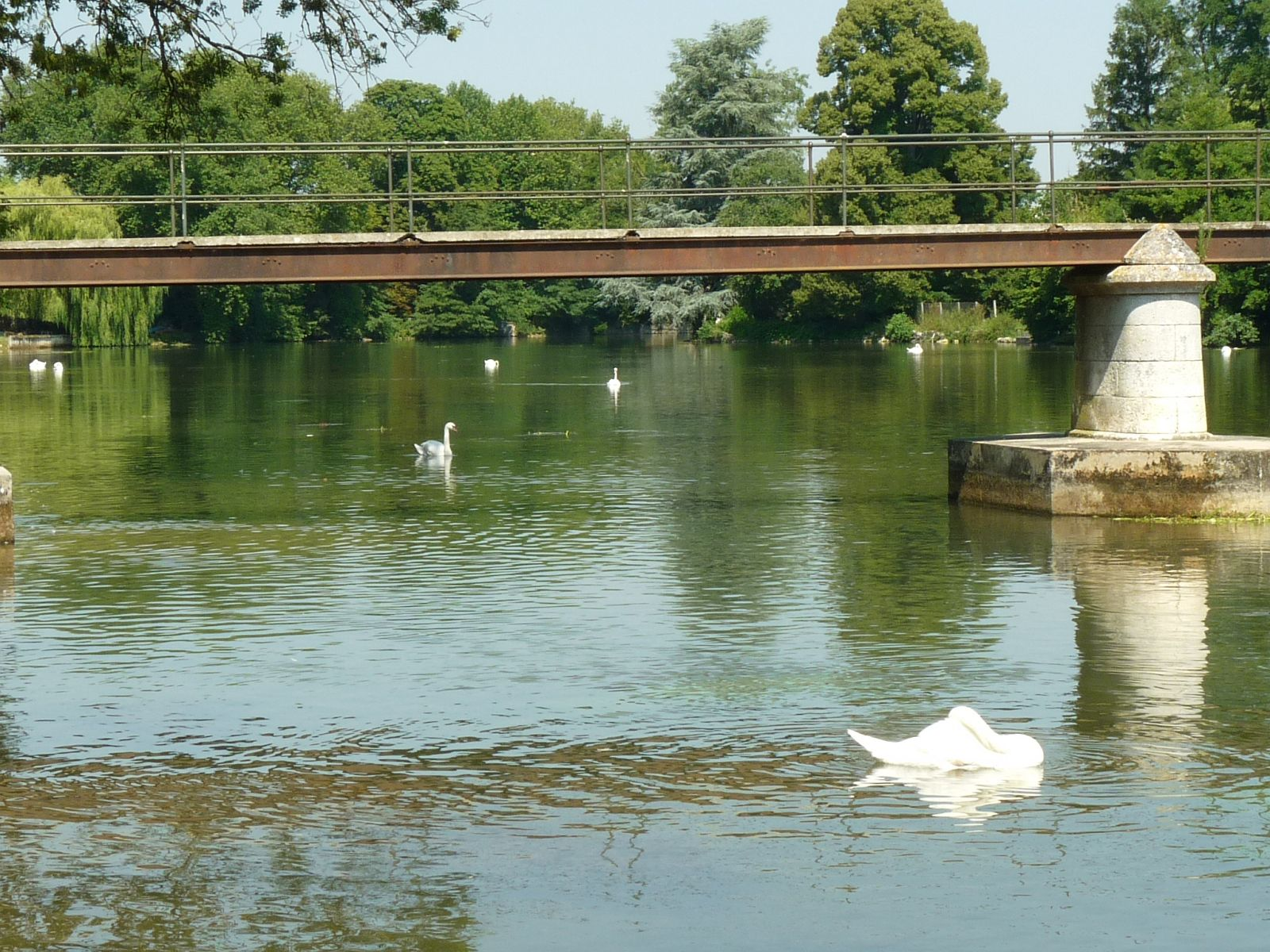
Мост через реку Тувр[фр.]